# Flugunfall einer Lockheed L-188 Electra der SAHSA
Der Flugunfall einer Lockheed L-188 Electra der SAHSA ereignete sich am 8. Januar 1981. Eine Lockheed L-188 Electra der Fluggesellschaft SAHSA aus Honduras, mit der ein internationaler Positionierungsflug von Guatemala-Stadt nach Tegucigalpa geflogen wurde, geriet an diesem Tag in der Anfangssteigflugphase außer Kontrolle und stürzte in ein Wohngebiet in der Innenstadt von Guatemala-Stadt. Bei dem Unfall kamen lediglich die sechs Besatzungsmitglieder ums Leben. Obwohl die Maschine im Stadtgebiet der Hauptstadt Guatemalas abstürzte, gab es keine Todesopfer am Boden.

## Maschine
Das Flugzeug war eine Lockheed L-188 Electra mit der Werksnummer 1018, die im Jahr 1958 im Werk von Lockheed endmontiert wurde. Die Maschine absolvierte ihren Erstflug am 11. November 1958. Sie wurde am 16. Dezember 1958 an die Eastern Air Lines ausgeliefert, bei der sie mit dem Luftfahrzeugkennzeichen N5513 und der Flottennummer 513 in Betrieb genommen wurde. Am 6. April 1970 wurde die Maschine an die taiwanische Winner Airways verleast und war bei dieser mit dem Kennzeichen B-3075 in Betrieb. Die Maschine kehrte am 16. Juni 1970 an die Eastern Airlines zurück, die diese im Dezember 1970 außer Betrieb setzte und anschließend an die SAHSA verkaufte, welche die Maschine wiederum am 9. Dezember 1970 als HR-SAW und dem Taufnamen Copan Galel in Betrieb nahm. Das viermotorige Flugzeug war mit 102 Sitzplätzen und vier Turboproptriebwerken des Typs Allison 501-D13A ausgestattet.

## Insassen
Da es sich um einen Positionierungsflug handelte und zuvor alle Passagiere wegen eines technischen Defekts ausgestiegen waren, befand sich an Bord der Maschine lediglich eine sechsköpfige Besatzung.

## Unfallhergang
Vor dem Start von Guatemala-Stadt nach Tegucigalpa fielen eines der Triebwerke sowie ein Generator aus. Die Passagiere gingen von Bord und der Kapitän beschloss, die Maschine mit nur drei funktionierenden Triebwerken für eine Reparatur nach Tegucigalpa zu fliegen. Weniger als eine Minute nach dem Start meldeten die Piloten im Anfangssteigflug eine kritische Situation und baten um Freigabe für eine sofortige Rückkehr. Während einer letzten Kurve verlor die Maschine an Höhe. Sie stürzte in ein Wohngebiet, das sich 1.500 Meter vom Flughafen entfernt befand, und ging in Flammen auf. Alle sechs Insassen wurden getötet und 38 Menschen am Boden verletzt. Das Flugzeug und mehrere Häuser wurden zerstört.

## Ursache
Es wurde festgestellt, dass ein zweiter Generator im Anfangssteigflug aus unbekannten Gründen ausgefallen war. Aufgrund unzureichender Leistung fiel der Hydraulikdruck unter das Minimum. Außerdem sank die Fluggeschwindigkeit und es kam zum Strömungsabriss. Die Tatsache, dass das Flugzeug nicht die richtige Trimmung für den Start hatte, wurde als ein beitragender Faktor angesehen.